# Alejandro

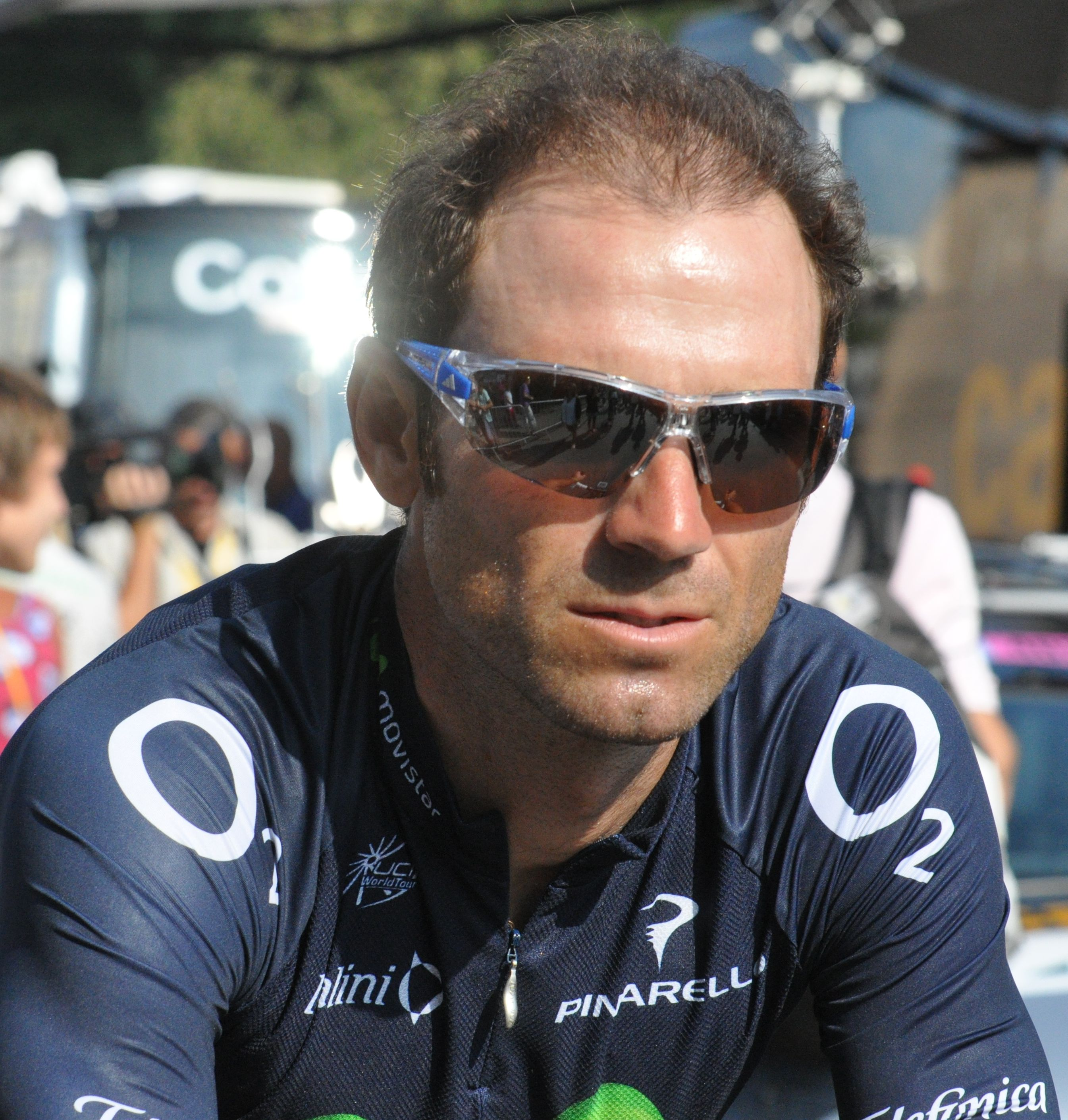
Alejandro Valverde, 2013.

Alejandro spansk form av Alexander där uttalet med "j" ligger närmare det grekiska ursprunget.

## Statistik
Den 31 december 2008 fanns det 1 630 män i Sverige med namnet, 471 av dessa hade det som förstanamn/tilltalsnamn. 